# Amerikaanse rivierharing
De Amerikaanse rivierharing (Alosa pseudoharengus) is een straalvinnige vis uit de familie van haringen (Clupeidae), orde haringachtigen (Clupeiformes), die voorkomt in de binnenwateren van Noord-Amerika en het noordwesten en het westen van de Atlantische Oceaan.

## Anatomie
De Amerikaanse rivierharing kan maximaal 40 cm lang en 200 gram zwaar worden. De hoogst bekende leeftijd is 8 jaar. Van de zijkant gezien heeft het lichaam van de vis een normale vorm, van boven gezien is de vorm het best te typeren als gedrongen. De kop is min of meer recht. De vis heeft één rugvin en één aarsvin.

## Leefwijze
De Amerikaanse rivierharing komt zowel in zoet, zout als brak water voor en is gebonden aan een gematigd klimaat. De soort is voornamelijk te vinden in rivieren, kustwateren (zoals estuaria, lagunes en brakke zeeën), zeeën en meren. De diepte waarop de soort voorkomt is 5 tot 145 m onder het wateroppervlak.
Het dieet van de vis bestaat zowel uit planten als dieren. Hij jaagt op macrofauna en vis.

## Relatie tot de mens
De Amerikaanse rivierharing is voor de visserij van aanzienlijk commercieel belang. De soort komt niet voor op de Rode Lijst van de IUCN.